# Impitoyable
Pour plus de détails, voir Fiche technique et Distribution.
Impitoyable ou Impardonnable au Québec (Unforgiven) est un film américain produit et réalisé par Clint Eastwood et sorti en 1992. Il raconte l'histoire de William Munny (Eastwood), un ancien tueur retiré à la réputation sinistre, qui se lance dans la chasse d'un criminel.
Impitoyable rapporte plus de 159 millions $ de recettes pour un budget de 14,4 millions $ et est acclamé par la critique qui salue le jeu des acteurs (en particulier ceux d'Eastwood et de Gene Hackman), la réalisation, le montage, les thèmes et la photographie. Le film remporte quatre Oscars : meilleur film et meilleur réalisateur pour Eastwood, meilleur acteur dans un second rôle pour Hackman, et meilleur montage pour Joel Cox. Eastwood est nommé à l'Oscar du meilleur acteur pour sa prestation, mais perd face à Al Pacino pour Le Temps d'un week-end. Le film est le troisième western à remporter le prix du meilleur film, après La Ruée vers l'Ouest (1931) et Danse avec les loups (1990). Eastwood dédie le film aux réalisateurs et mentors Sergio Leone et Don Siegel.
En 2004, Impitoyable est sélectionné par la bibliothèque du Congrès des États-Unis pour être conservé au National Film Registry en raison de son « importance culturelle, historique ou esthétique ». Le film fait l'objet d'un remake japonais avec Ken Watanabe en 2013 intitulé Yurusarezaru Mono, qui déplace l'intrigue au Japon au début de l'ère Meiji. Eastwood a longtemps affirmé que le film serait son dernier western traditionnel, craignant que tout projet futur ne fasse que reprendre les intrigues précédentes ou imiter le travail de quelqu'un d'autre.

## Synopsis
En 1880, à Big Whiskey, une petite ville du Wyoming, Delilah, une prostituée, est défigurée au couteau par un client ivre pour avoir ri de la taille de son pénis. Le shérif de la ville, « Little Bill » Daggett, un ancien tueur qui fait régner l'ordre dans la ville, impose au coupable une amende de sept chevaux à verser au proxénète. Les prostituées de la maison close, indignées par la clémence du shérif, promettent une récompense de mille dollars à quiconque tuera le coupable et son complice.
Loin de là, dans une ferme isolée, William Munny, tueur repenti à la sinistre réputation, élève seul son fils et sa fille et tente d'assurer leur quotidien depuis la mort de sa femme Claudia. Elle est morte de la variole presque trois ans auparavant et a sauvé son mari de l'alcool et de sa vie violente. Quand le Kid de Schofield, apprenti-tueur aussi myope qu'inexpérimenté, lui propose de s'associer pour emporter la récompense, Munny, dans un premier temps, refuse. Mais, ayant besoin de cet argent, il reprend sa carabine et son six-coups pour rejoindre le Kid. En chemin, il convainc son ami et ancien comparse Ned Logan de le suivre dans l'affaire. Logan, esclave affranchi autrefois très habile avec son Spencer et qui connaît toutes les atrocités qu'a perpétrées Munny, est devenu un paisible fermier. Sous le regard désapprobateur de la femme de Logan, ils partent, rattrapent le Kid de Schofield et s'associent avec lui, tout en remarquant très vite ses faibles capacités.
Pendant ce temps, Daggett, qui a pris connaissance de la récompense offerte, tient à maintenir le calme dans la ville où il a interdit les armes : quand arrive English Bob, célèbre tueur attiré par la récompense et accompagné de son biographe W. W. Beauchamp, le shérif lui confisque ses armes, le roue de coups, l'emprisonne puis le chasse de la ville, non sans l'avoir, plus grave encore, humilié devant son biographe devant assurer sa célébrité. La démonstration brutale de Daggett rassure la population et jette les prostituées dans la consternation.
Malade, Munny arrive à Big Whiskey de nuit, sous la pluie, et, accompagné de Logan et du Kid, s'arrête au saloon. Alerté de la venue d'étrangers, Daggett désarme Munny et le tabasse devant tous. Munny, qui n'a opposé aucune résistance, parvient à sortir du saloon en rampant car Daggett, faute de savoir qui il est vraiment, l'a épargné. Alité pendant trois jours, Munny est soigné et nourri par Delilah dans une grange éloignée de la ville.
Avec Logan et le Kid, qui ont réussi à s'esquiver pendant que Daggett rossait Munny, les trois tueurs partent à la recherche de Davey, le complice du cow-boy ivre. Ils le trouvent pendant qu'il travaille et Logan le blesse sans le tuer car il n'est plus aussi infaillible qu'autrefois. Munny, qui a repris la carabine de Logan paralysé par l'émotion, l'atteint mortellement au ventre, et assiste à son agonie pathétique.
Mais Logan, qui décidément n'a plus la vocation, rompt l'association et, renonçant à sa part, retourne chez lui vers le sud. Malheureusement, il est capturé par les hommes du shérif, qui, pour retrouver ses complices, le torturent à mort. Pendant ce temps le Kid de Schofield parvient à tuer péniblement et sans gloire l'agresseur de Delilah, puis s'enfuit avec Munny. Le contrat est donc accompli et Munny, en recevant l'argent, apprend les circonstances de la mort de Logan, dont le cercueil ouvert est exposé sur la façade du saloon.
Le Kid, choqué par la mort des cow-boys, renonce à la récompense, craignant même que Munny ne l'abatte. Mais Munny le rassure et le renvoie avec l'argent porter la part de Logan à sa veuve. Précédé par sa réputation (avant de mourir, Logan a dit qu'il s'agissait du très connu « Will Munny du Missouri ») et rattrapé par ses démons, Munny retourne en ville venger Logan. Par une nuit d'orage, il débarque inopinément dans le saloon où Daggett et les autres fêtent leur victoire et préparent la chasse à ses complices. Il abat froidement son propriétaire. Lucide sur son passé, Munny dit de lui-même : « j'ai tué des femmes et des enfants. J'ai tué à peu près tout ce qui marche ou rampe, à un moment ou à un autre ». Il abat alors Daggett (le seul à ne pas avoir eu peur et qui a proposé à ses hommes l'unique stratégie susceptible de leur donner la victoire) et tous les hommes qui avaient une arme à la main. Il fait sortir les autres. Seul le biographe, qui n'était pas armé, survit aussi.
Daggett, grièvement blessé, essaie d'abattre Munny, en vain. Ce dernier pointe un fusil sur la tête du shérif et l'achève sans remords. « Je ne mérite pas cela » dit Dagett à Munny, « le mérite n'a rien à voir là-dedans », répond Munny.
Sous l'œil apeuré des derniers hommes du shérif qui n'osent lui tirer dessus, Munny sort du saloon et, suivi par le regard admiratif mais également terrorisé de ses employeuses, quitte Big Whiskey sous la pluie et le grondement du tonnerre après avoir proféré l'ordre d'enterrer Logan le plus dignement possible et de laisser les prostituées tranquilles (Munny menace clairement les habitants de Big Whiskey « vous avez intérêt à ne plus taillader ni faire aucun mal aux putains, ou je reviendrai et je vous tuerai tous, salopards ! »).

## Fiche technique
Sauf indication contraire, les informations mentionnées dans cette section peuvent être confirmées par la base de données cinématographiques IMDb,  présente dans la section « Liens externes ».
- Titre original : Unforgiven
- Titre français : Impitoyable
- Titre québécois : Impardonnable
- Réalisation : Clint Eastwood
- Scénario : David Webb Peoples
- Musique : Lennie Niehaus, Clint Eastwood
- Photographie : Jack N. Green
- Direction artistique : Adrian Gorton et Rick Roberts
- Décors : Henry Bumstead
- Montage : Joel Cox
- Production : Clint Eastwood, David Valdes (exécutive) et Julian Ludwig (associée)
- Sociétés de production : Malpaso Productions
- Société de distribution : Warner Bros.
- Budget : 14 400 000 $[5]
- Format : couleur (Technicolor) — 2,35:1 — 35 mm — son Dolby
- Langue originale : anglais
- Pays d'origine :  États-Unis
- Durée : 131 minutes
- Dates de sortie : 
  - États-Unis : 7 août 1992
  - France : 9 septembre 1992
- Classification :
  - France : tous publics[6]
- Affiche : Bill Gold (États-Unis)

## Distribution
- Clint Eastwood (VF : Jean-Claude Michel ; VQ : Jean Fontaine) : William Munny
- Gene Hackman (VF : Claude Joseph ; VQ : Vincent Davy) : Little Bill Daggett
- Morgan Freeman (VF : Benoît Allemane ; VQ : Yves Corbeil) : Ned Logan
- Richard Harris (VF : Pierre Hatet ; VQ : Ronald France) : English Bob
- Jaimz Woolvett (VF : Serge Faliu ; VQ : Jacques Lussier) : le Kid de Schofield
- Frances Fisher (VF : Anne Ludovik ; VQ : Sophie Faucher) : Strawberry Alice
- Saul Rubinek (VF : Philippe Peythieu ; VQ : Luc Durand) : W. W. Beauchamp, le biographe
- Anna Thomson (VF : Véronique Augereau ; VQ : Anne Bédard) : Delilah Fitzgerald
- Rob Campbell (VF : Pierre Tessier) : Davey Bunting
- David Mucci : Quick Mike
- Anthony James (VF : Vincent Grass ; VQ : Jean-Marie Moncelet)  : Skinny Dubois
- Tara Frederick : Little Sue
- Beverley Elliott : Silky
- Liisa Repo-Martell : Faith
- Josie Smith : Crow Creek Kate
- Ron White : Clyde Ledbetter
- John Pyper-Ferguson (VF : Vincent Violette ; VQ : Jacques Brouillet)  : Charley Hecker
- Jeremy Ratchford : le deputy Andy Russell
- Jefferson Mappin : Fatty Rossiter
- Cherrilene Cardinal : Sally Two Trees
- Shane Meier : Will Munny
- Aline Levasseur : Penny Munny
- Lochlyn Munro : Texas Slim
- Henry Kope : Joe Schultz

Sources et légende : Version française (VF) sur AlloDoublage et RS Doublage. Version québécoise (VQ) sur Doublage Québec

## Production
- Le script du film existait déjà depuis 20 ans et Gene Hackman, qui ne l'aimait pas, avait déjà refusé d'y jouer. C'est finalement Clint Eastwood qui a réussi à le faire changer d'avis.
- Le film a été tourné en 39 jours. La petite ville de Big Whiskey avait été construite auparavant dans le temps relativement court de 2 mois.
- La séquence du train a été tournée à Sonora en Californie où une voie ferrée du XIXe siècle est toujours opérationnelle. Les autres séquences ont été tournées en Alberta.

## Accueil
À sa sortie, Impitoyable reçoit un accueil critique très favorable. Sur l'agrégateur américain de critiques Rotten Tomatoes, il recueille 96 % de critiques positives, avec une note moyenne de 8,5/10 et sur la base de 108 critiques collectées. Sur Metacritic, il obtient une note moyenne de 85⁄100 pour 34 critiques.
En France, le film obtient une note moyenne de 4,8⁄5 sur le site AlloCiné, qui recense 5 titres de presse.
Le film a connu un important succès commercial, rapportant 159 167 799 $ au box-office mondial, dont 101 167 799 $ en Amérique du Nord, pour un budget de 14 400 000 $. En France, il a réalisé 801 320 entrées. Le résultat du film au box-office permet à Clint Eastwood de renouer avec le succès après les contre-performances de ses dernières réalisations (Bird, Chasseur blanc, cœur noir et La Relève).

## Distinctions

### Récompenses
- Oscars 1993 :
  - meilleur film[15] ;
  - meilleur réalisateur : Clint Eastwood ;
  - meilleur second rôle masculin : Gene Hackman ;
  - meilleur montage : Joel Cox.
- British Academy Film Award du meilleur acteur dans un second rôle pour Gene Hackman
- Golden Globes 1993 de la meilleure réalisation et du meilleur acteur dans un second rôle pour Gene Hackman
- LAFCA du meilleur film 1992
- Prix Sant Jordi du cinéma du meilleur film étranger 1993
- Fotogramas de Plata du meilleur film étranger 1993
- National Film Preservation Board en 2004

### Nominations
- Oscars 1993 :
  - meilleur acteur : Clint Eastwood ;
  - meilleure direction artistique (décors): Henry Bumstead et Janice Blackie-Goodine ;
  - meilleure photographie : Jack N. Green ;
  - meilleur mixage de son : Les Fresholtz, Vern Poore, Dick Alexander et Rob Young ;
  - meilleur scénario original : David Webb Peoples.
- 5 nominations aux BAFTA Awards : meilleur film, meilleure réalisation, meilleur scénario original, meilleure photographie et meilleur son en 1993
- Golden Globes 1993 du meilleur film dramatique et du meilleur scénario
- Prix Edgar-Allan-Poe du meilleur film 1993

## Commentaires

### Clins d'œil
- Les crédits s'achèvent par « Dedicated to Sergio and Don », en hommage aux mentors du cinéaste, les réalisateurs Sergio Leone et Don Siegel.
- Les bottes qu'Eastwood porte dans le film sont les mêmes que celles qu'il portait dans la série télévisée Rawhide. Elles font maintenant partie d'une collection privée.
- Les enfants Munny se nomment Will et Penny, une référence au film Will Penny, le solitaire dans lequel un cowboy vient au secours d'une veuve et de ses deux enfants.
- William Munny était un des surnoms que portait Billy the Kid. Le film peut suggérer que le personnage interprété par Clint Eastwood est un Billy the Kid vieilli qui aurait survécu à la fusillade de Pat Garrett. Cependant, le film se passe en 1881 (le président Garfield vient d'être abattu) or Billy the kid meurt cette année-là le 14 juillet à 21 ans ; l'hypothèse est donc invalide.
- Le film se déroule vers 1880. Après l'intégration du Colorado l'union compte 38 États. Mais dans le film, la bannière étoilée compte plus de 38 étoiles.

### Influence culturelle et postérité
En juin 2008, Impitoyable est classé comme le quatrième meilleur film américain dans le genre western de la liste AFI's 10 Top 10 de l'American Film Institute,.
- AFI's 100 Years...100 Movies – 98e
- AFI's 100 Years...100 Movies (10e anniversaire) – 68e

En 1992, Bill Gold, concepteur d'affiches de films et collaborateur de longue date de Clint Eastwood, remporte le prestigieux prix Key Art du Hollywood Reporter.
En 2013, la Writers Guild of America West (en) a classé le scénario de Impitoyable écrit par Peoples comme le 30e plus grand jamais écrit.
En 2013, un remake japonais, Unforgiven (許されざる者, Yurusarezaru mono), est sorti. Réalisé par Lee Sang-il, c'est l'acteur Ken Watanabe qui y reprend le rôle principal. L'histoire est transposée dans les années 1880 à Hokkaidō durant l'ère Meiji. Le film est notamment coproduit par la Warner.